# Acorduloceridea bakua
Acorduloceridea bakua – gatunek błonkówki z rodziny Pergidae.

## Taksonomia
Gatunek ten został opisany w 1990 roku przez Davida Smitha. Holotyp (samica) został odłowiony ok. 40 km (24 mile) na zach. od miejscowości La Ciudad w stanie Durango w Meksyku, na wysokości ok. 2300 (7000 stóp) m n.p.m.

## Zasięg występowania
Acorduloceridea bakua występuje w Meksyku (notowany w stanach Durango i Morelos).